# Зайцева, Валерия Андреевна
Валерия Андреевна Зайцева (род. 24 марта 1995 года, Вуктыл, Республика Коми) — российская волейболистка, центральная блокирующая. Чемпионка летней Универсиады 2019 года.

## Биография
Валерия Зайцева родилась 24 марта 1995 года в городе Вуктыле Республики Коми. В детстве переехала с семьёй в Новосибирск, где начала заниматься волейболом. Играла за местный «Кировец». Позже переехала в Москву, где тренировалась в «Динамо».
В 2013 году участвовала в четырёх матчах чемпионата мира среди молодёжных команд.
С 2014 по 2018 год выступала за клуб «Протон». Мастер спорта России (2016).
С ноября 2018 года играет за «Локомотив», в составе которого дважды становилась серебряным призёром чемпионатов России (2019 и 2020), а в 2021 и 2022 выигрывала «золото» российских чемпионатов.
В мае 2019 года вошла в состав сборной России на первый этап Лиги наций.
В июле 2019 года в составе студенческой сборной России победила на Универсиаде в Италии.

## Достижения

### Со сборной
- Чемпионка Универсиады 2019

### С клубами
- 3-кратная чемпионка России — 2021, 2022, 2025;
- 4-кратная серебряный призёр чемпионатов России — 2019, 2020,  2023, 2024.
- победитель розыгрыша Кубка России 2025;
  - Двукратный серебряный призёр розыгрышей Кубка России — 2021, 2022;
  - 3-кратный бронзовый призёр Кубка России — 2016, 2017, 2019.
- Обладательница Суперкубка России 2019.